# AV-knuta

Retledningssystemet. 1:Sinusknutan, 6:AV-knutan, 7,8,9:Hiska bunten med skänklar.

AV-knutan, eller AV-noden (lat. nodus atrioventricularis, även känd som Aschoff-Tawaras knuta), är den del av retledningssystemet som kommer efter sinusknutan. Den vidarebefordrar hjärtats depolarisering till Hiska bunten.
AV-knutan är ett litet, kompakt (1 x 3 x 5 mm stort) område mitt mellan tricuspidalisklaffen, sinus coronarius (samt den membranösa delen av septum interatriale).